# Vettura subcompact
Le vettura subcompact in Nord America è un'autovettura le cui dimensioni sono minori di quelle di una vettura compact, ma maggiori di quelle di una microcar. La lunghezza non è, in genere, superiore a 165 pollici (4.191 mm). In accordo con l'United States Environmental Protection Agency, un'autovettura per il trasporto dei passeggeri è definita “vettura subcompact”, quando possiede un volume interno compreso tra 85 piedi cubi (2.407 litri) e 99 piedi cubi (2.803 litri)

## Storia

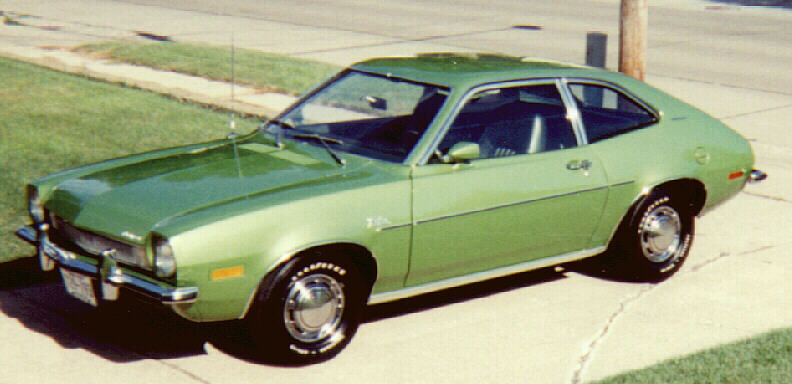
Esempio di vettura subcompact, una Ford Pinto Runabout del 1972

Il termine “subcompact” diventò popolare all'inizio degli anni settanta. Prima di allora ci riferiva alle autovetture di questa categoria con diversi termini, tra cui “small car” (in italiano, “piccola auto”) o “economy car” (ossia “auto economica”). Le auto di queste dimensioni erano già fabbricate negli anni quaranta dalla Crosley, e di questa categoria era famosa, negli anni cinquanta, la Nash Metropolitan. In questi anni, molte vetture d'importazione di questo genere furono definite “economy car”, tra cui il Volkswagen Maggiolino.

### Nord America
Il segmento di mercato a cui appartenevano le vetture subcompact venne espanso negli anni settanta con l'introduzione di molti modelli, prodotti da case automobilistiche nordamericane, che erano la risposta alla crescente popolarità delle piccole automobili importate nel continente dall'Europa e dal Giappone.
L'AMC Gremlin fu descritta nell'aprile 1970, all'atto della sua introduzione, come la prima vettura subcompact. Altre vetture di questa categoria del periodo citato furono la Chevrolet Vega e la Ford Pinto, la Pontiac Sunbird, la Buick Skyhawk, e la Oldsmobile Starfire.
Modelli d'autovettura subcompact prodotte nel XXI secolo per il mercato nordamericano sono, ad esempio, la Chevrolet Aveo, la Ford Fiesta, la Honda Fit, la Hyundai Accent, la Kia Rio, la Mazda 2, la Nissan Versa, la Suzuki Swift e la Toyota Yaris.

### Europa
In Europa le vetture subcompact sono comprese nelle categorie delle utilitarie e superutilitarie.
Mentre in questa categoria le case automobilistiche europee erano già presenti da molti anni, con vetture diverse nella distribuzione dei volumi del corpo carrozzeria e nelle dimensioni rispetto a quelle statunitensi, i produttori americani entrarono nel settore delle utilitarie per il mercato europeo con un leggero ritardo. 
La motivazione era molto semplice, negli Stati Uniti gran parte delle vetture erano di grandi dimensioni e la nascita di una nuova piccola utilitaria, per una casa statunitense, richiedeva studi e filosofie progettuali non in linea con le abitudini del mercato statunitense; in Europa invece questo genere di vetture non erano altro che la naturale evoluzione delle progenitrici. 
Nel 1976 la Ford lanciò, tramite la propria filiale europea, la sua prima vettura subcompact a trazione anteriore, la Ford Fiesta, come diretta concorrente della Fiat 127 e della Vauxhall Chevette. Nel 1982 la General Motors fece altrettanto con la Opel Corsa.
Modelli di questa categoria, prodotti nel XXI secolo, sono la Fiat Punto, la Ford Fiesta, l'Opel Corsa, la Volkswagen Polo e la Peugeot 207. Nel 2008, dei 15 modelli più venduti in Europa, 7 erano utilitarie. La terza generazione della Fiat Punto è stata la prima vettura europea di questa categoria ad essere più lunga di 4 metri, motivo per il quale la casa automobilistica italiana denominò la vettura "Grande" Punto.